# لوكا فيراري
لوكا فيراري (بالإيطالية: Luca Ferrari)‏ هو كاتب إيطالي، ولد في 6 أبريل 1963.